# Estatúder

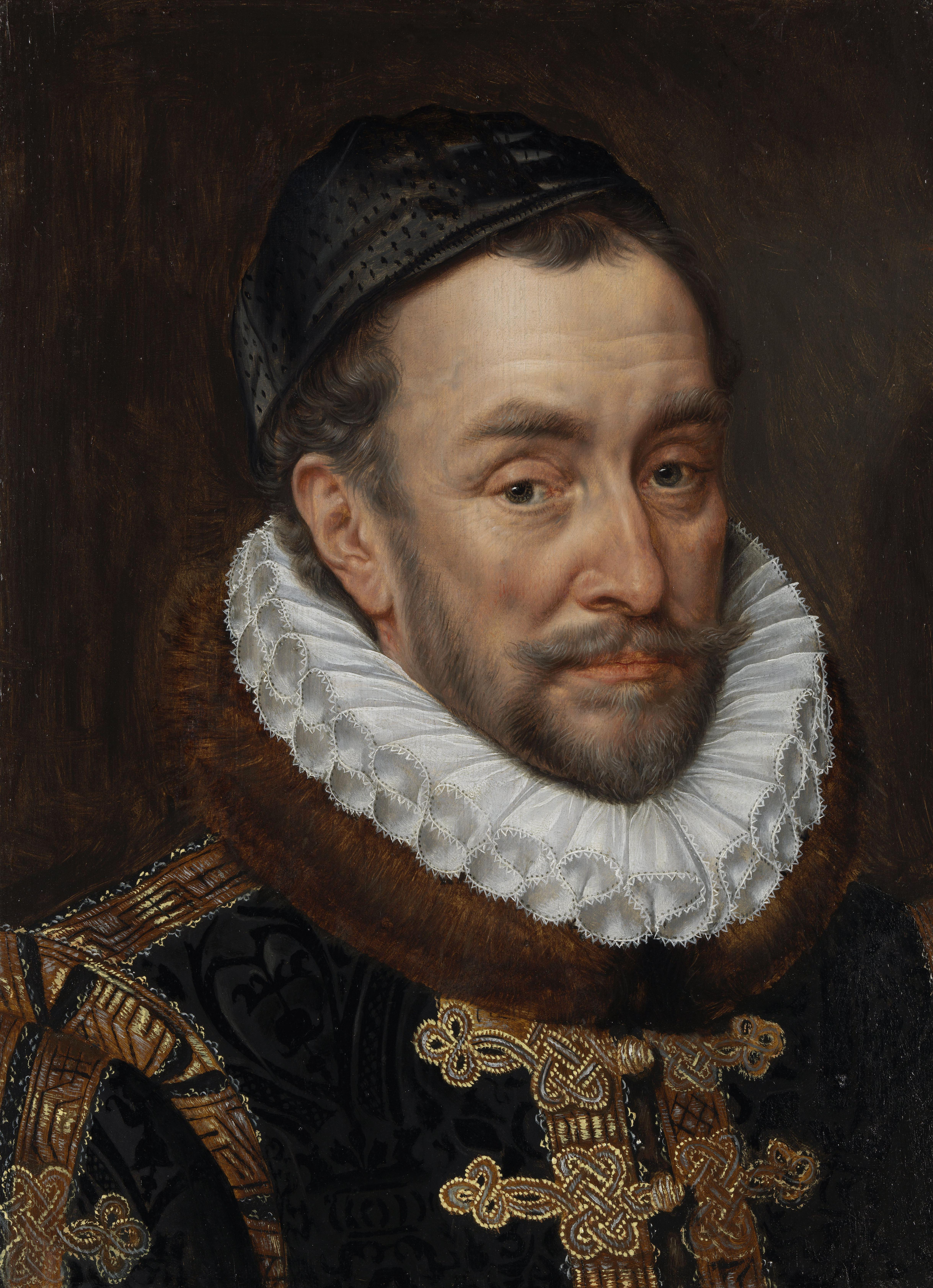
Guillermo de Orange, primer estatúder de las Provincias Unidas

El estatúder (en neerlandés: stadhouder, que significa ‘lugarteniente’) fue un cargo político de los Países Bajos, que recaía en nobles que representaban a las provincias neerlandesas. Es comparable al cargo de gobernador en otras regiones.
A partir de la rebelión de los Países Bajos españoles (1568), el cargo fue concentrando poderes en torno a los príncipes de Orange (hasta hacerse hereditario en 1747 dentro de la Casa de Orange-Nassau, que ostentaba dichos títulos). El cargo desapareció en 1815, al transformarse los Países Bajos en una monarquía hereditaria.

## Autoridad
El estatúder tenía una función principalmente militar y concentraba la dirección de las campañas militares contra España. Su elección recaía en los Estados Generales, asamblea legislativa que representaba a todos los estados. Sin embargo, en sus orígenes, las Provincias Unidas seguían manteniendo el cargo de Gobernador general como representante del rey, como quedó establecido en el Acta de abjuración cuando los rebeldes neerlandeses eligieron como "Príncipe y señor de los Países Bajos" y "defensor de sus libertades" a Francisco de Anjou, hijo del monarca francés Enrique II de Francia. Pero la actitud francesa y la muerte de Francisco en 1584 frenaron el plan.
En un segundo intento se ofreció el cargo a Enrique III de Francia, que lo rechazó y a Isabel I de Inglaterra, que también rechazó la oferta, pero llegó a un acuerdo con los neerlandeses para nombrar gobernador general a Robert Dudley, conde de Leicester. Su desastrosa campaña militar le obligó a cesar en 1588, nombrándose los Estados Generales los únicos representantes del estado holandés en 1590.
No obstante, esto no significó una estabilidad política, pues existían dos bandos: por un lado, los orangistas (en torno al príncipe de Orange y partidarios de la conversión del estatúder en una figura monárquica), y por otro los republicanos dirigidos por Johan van Oldenbarnevelt. En los primeros momentos se mantuvo un equilibrio, pero en 1618 Mauricio de Nassau, sucesor de Guillermo tras su asesinato en 1584, dio un golpe de Estado y apartó a los republicanos adquiriendo poderes más amplios. Johan van Oldenbarnevelt fue acusado de traición y ejecutado en 1619. 

## Historia

### La rebelión neerlandesa
Con la sublevación de las provincias norteñas de los Países Bajos Españoles, se necesitaba una figura fuerte para hacer frente a la guerra contra las fuerzas españolas a raíz de la Unión de Utrecht (1579) y la posterior Acta de abjuración (1581) que declaró la independencia de las Provincias Unidas de los Países Bajos. Este cargo recayó en Guillermo de Orange, príncipe de Orange y estatúder de Frisia, Holanda, Zelanda y Utrecht. No obstante, siguieron existiendo otros estatúderes en algunas provincias neerlandesas hasta 1711.

### Crisis y gobierno republicano
La guerra contra España se mantuvo hasta 1648, salvo el periodo de tregua de doce años entre 1609 y 1621, cuando Madrid reconoció la independencia de las Provincias Unidas en la paz de Westfalia. Dentro de las provincias, el estatúder Guillermo II, sucesor de Federico Enrique, intentó reforzar su poder frente a los Estados Generales; pero la oposición de la provincia de Holanda llevó a un conflicto civil que se solventó con la muerte del estatúder en 1650. 
Guillermo II se había casado con María Enriqueta Estuardo, hija de Carlos I de Inglaterra; el único hijo del matrimonio, Guillermo (futuro Guillermo III de Inglaterra), nació ocho días más tarde de la muerte de su padre. La debilidad de la casa de Nassau fue aprovechada por la resistencia republicana de la provincia de Holanda, que impuso un gobierno republicano en las Provincias Unidas, tras la reunión de las siete provincias en La Haya (18 de enero de 1651). El poder ejecutivo recayó en el gran pensionario (cargo creado en 1572), representante de la provincia de Holanda que acaparó la dirección política de las Siete Provincias junto con los Estados Generales como asamblea legislativa.

### El regreso de Guillermo III
El gobierno republicano estaba en manos del gran pensionario Johan de Witt (1653-1672), pero las dificultades que atravesaba Holanda con enfrentamientos con Inglaterra (1672-1674) y con Francia (1672-1678) llevaron a la elección de Guillermo de Orange, hijo de Guillermo II, como jefe militar. Fue un golpe de los orangistas que acabó con la destitución y ajusticiamiento de Johan de Witt, y que se completó con la elección de Guillermo como estatúder y con un carácter casi vitalicio. Sin embargo, esta situación se mantuvo sólo hasta 1702, cuando Guillermo III, convertido en rey de Inglaterra desde 1694, falleció en Londres. El gobierno republicano volvió a establecerse.

### La restauración definitiva
Con la muerte sin descendencia de Guillermo III, el principado de Orange pasó a su familiar Juan Guillermo Friso, de la rama Nassau-Dietz, y estatúder de las provincias de Frisia y Groninga. No obstante será su hijo, Guillermo IV de Orange-Nassau quien recibió el cargo de estatúder de las Provincias Unidas en 1747.
Nuevamente, una situación de peligro propició la vuelta de los Orange-Nassau al poder. Fue la invasión francesa de los Países Bajos Austríacos la que propició un golpe de Estado de los orangistas conocido como Revuelta Patriótica. Con Guillermo ya en el cargo se depuró a los puestos reticentes, siendo sustituidos por cargos de confianza en todos los niveles, acumuló poderes y consiguió hacer hereditario el cargo de estatúder; así, cuando falleció en 1751, el cargo pasó a su hijo Guillermo V.

### El final de los estatúderes
A finales del siglo XVIII, las Provincias Unidas atravesaban una serie de problemas interiores y exteriores. Fuera, se hallaban inmersos en una nueva guerra contra el Reino Unido, de la que salió derrotada; dentro, la agitación entre orangistas y republicanos fue en aumento dividiendo al país entre ciudades leales a alguno de los dos bandos. Guillermo V trasladó su corte a Güeldres en 1782, una provincia alejada del centro político, pero no realizó acciones decisivas contra sus adversarios, a pesar de las advertencias de su enérgica esposa Guillermina, que pretendía viajar a La Haya y restablecer el orden. 
Guillermina fue detenida por los patriotas y obligada a regresar a Güeldres con su esposo. Para Guillermina y su hermano, Federico Guillermo II de Prusia, esta acción de los revolucionarios neerlandeses constituyó un insulto. Federico envió un ejército prusiano para atacar a los disidentes. Los patriotas neerlandeses huyeron a Francia. Ante los hechos revolucionarios en Francia, Guillermo V se unió a la coalición antirrevolucionaria entre 1792-1795.
El año 1795 fue desastroso para los estatúderes de las Provincias Unidas. Apoyados por el ejército francés, los "patriotas" neerlandeses regresaron desde París para extender la revolución. Derrotadas las tropas leales al estatúder en la actual Bélgica, su país sufrió la consiguiente invasión francesa. Al no poder repeler la invasión, huyó el 12 de enero de 1795 a Inglaterra. En su país se estableció, bajo protección francesa, la República Bátava. Ya en el exilio, el cargo de estatúder fue abolido y Guillermo V sólo mantuvo el título de Príncipe de Orange. 
Con el desmoronamiento del Imperio napoleónico, la familia Orange-Nassau regresó a las tierras neerlandesas convertidas ya en los Países Bajos. El nuevo príncipe, Guillermo VI, se convirtió en príncipe soberano (1813) y dos años más tarde en el primer monarca del Reino de los Países Bajos.

## Lista de Estatúderes de las Provincias Unidas
|                                  | Guillermo I de Orange (1533-1584)                 | 26 de julio de 1581    | 10 de julio de 1584    | Príncipe de Orange (1544-1584)Holanda, Zelanda y Utrecht (1559-1567); Holanda, Zelanda y Utrecht (1572-1584); Frisia (1580-1584)        |
|                                  | Mauricio de Nassau (1567-1625) Príncipe de Orange | 1 de noviembre de 1585 | 23 de abril de 1625    | Príncipe de Orange (1618-1625)Holanda y Zelanda (1585-1625); Güeldres, Utrecht y Overijssel (1590-1625); Drenthe y Groninga (1620-1625) |
|                                  | Federico Enrique de Orange-Nassau (1584-1647)     | 23 de abril de 1625    | 14 de marzo de 1647    | Príncipe de Orange (1625-1647)Güeldres; Holanda, Zelanda y Utrecht; Overijssel (1625-1647) y Groninga (1640-1647).                      |
|                                  | Guillermo II de Orange-Nassau (1626-1650)         | 14 de marzo de 1647    | 6 de noviembre de 1650 | Príncipe de Orange (1647-1650)Drenthe; Groninga; Güeldres; Holanda, Zelanda y Utrecht; Overijssel (1647-1650)                           |
| Gobierno republicano (1650-1672) |                                                   |                        |                        | |
|                                  | Guillermo III de Orange-Nassau (1650-1702)        | 4 de julio de 1672     | 8 de marzo de 1702     | Príncipe de Orange (1650-1702)Holanda, Zelanda y Utrecht (1672-1702); Güeldres y Overijssel (1675-1702) y Drenthe (1696-1702)           |
| Gobierno republicano (1702-1747) |                                                   |                        |                        | |
|                                  | Guillermo IV de Orange-Nassau (1711-1751)         | 4 de mayo de 1747      | 22 de octubre de 1751  | Príncipe de Orange (1711-1751)Frisia y Groninga (1711-1747); Drenthe (1722-1751); Güeldres (1722-1747); Overijssel (1747-1751)          |
|                                  | Guillermo V de Orange-Nassau (1748-1806)          | 22 de octubre de 1751  | 19 de enero de 1795    | Príncipe de Orange (1751-1806)Drenthe y Overijssel (1751-1795)                                                                          |
| Cargo abolido                    |                                                   |                        |                        | |